# Таш-Арык (Таласская область)
Таш-Арык (кирг. Таш-Арык) — село в Таласском районе Таласской области Кыргызстана. Административный центр Долонского аильного округа. Код СОАТЕ — 41707 232 813 01 0.

## Население
По данным переписи 2009 года, в селе проживало 1500 человек.